# Copa de Dioniso

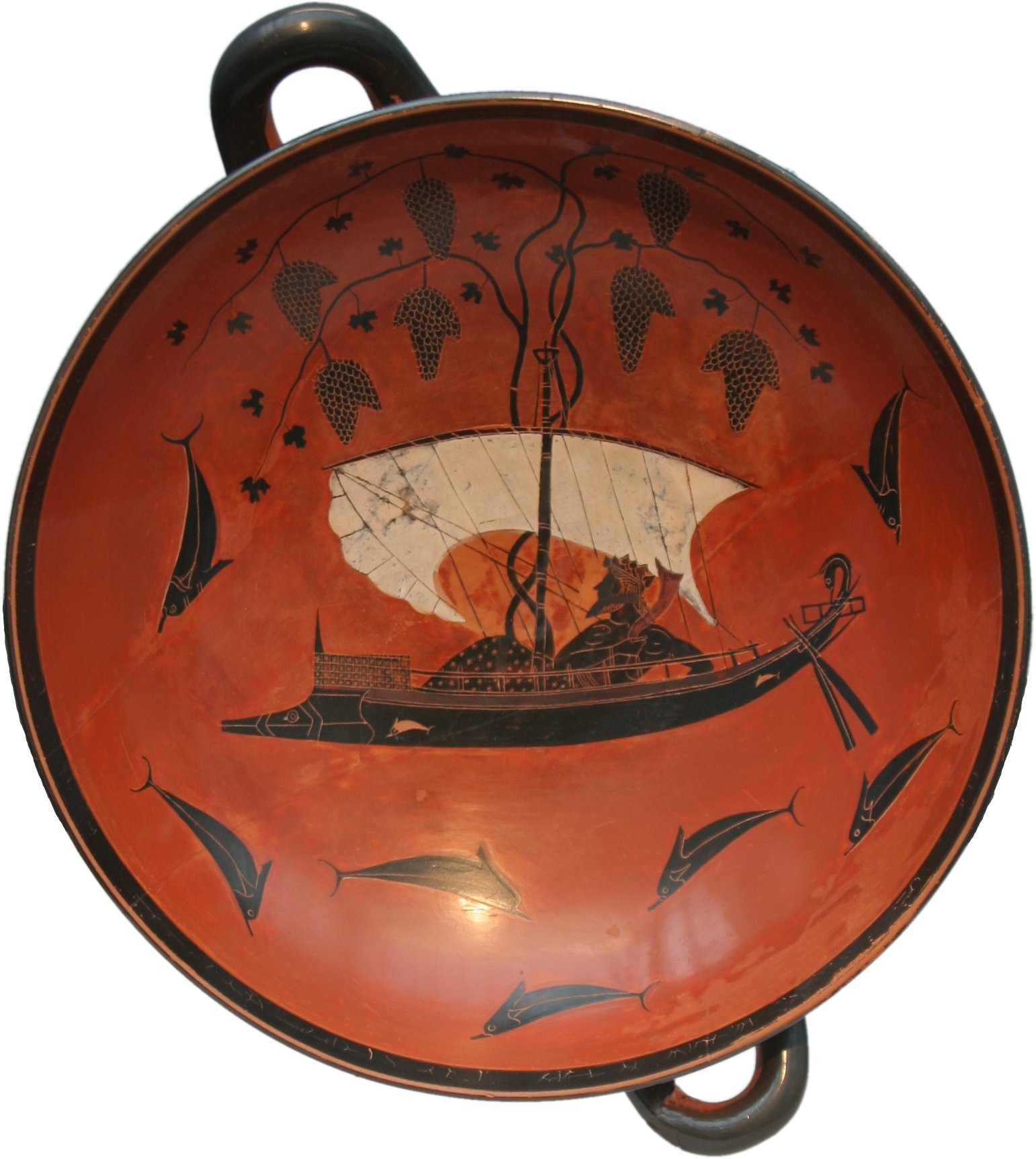
Interior de la copa.

La Copa de Dioniso es el nombre moderno de una de las obras más conocidas de la antigua pintura griega de vasos, un kílix (copa para beber) que data del 540-530 a. C. Es una de las obras maestras del alfarero de cerámica ática de figuras negras Exequias y una de las obras más significativas de las Staatliche Antikensammlungen de Múnich.  La escena pintada en el tondo del kílix representa un mito relacionado con Dioniso, de donde la copa toma su nombre. Actualmente, se exhibe en la  Staatliche Antikensammlungen de Múnich (artículo 2044, n.º de inventario: 8729).

## Descripción

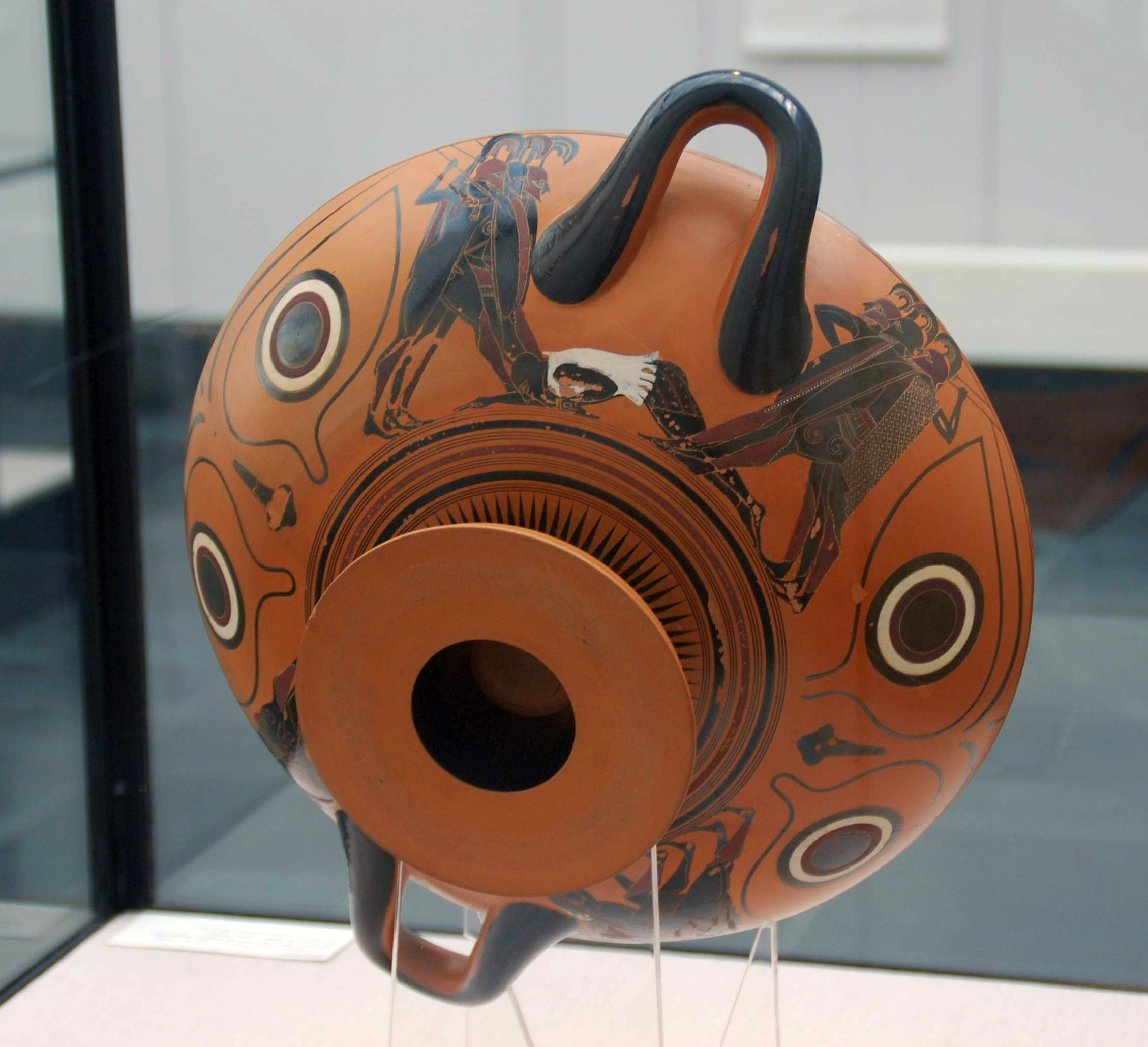
Exterior de la copa.

La copa tiene 13,6 cm de altura y un diámetro de 30,5 cm. Está completa y compuesta por solo unos pocos fragmentos grandes. La imagen interior, el tondo, ocupa casi todo el interior de la copa. En el centro, se representa un barco de vela, viajando de derecha a izquierda. La proa del barco está decorada como la cabeza de un animal, mientras que el timón se puede ver claramente en la parte trasera. Dentro del barco hay una figura de tamaño superior al natural, el dios Dioniso. La vela, a diferencia del resto de la imagen, está pintada de blanco, un elemento estilístico común en el estilo de la figuras negras. Las vides crecen desde el mástil, con tres grandes racimos de uvas a la derecha y cuatro a la izquierda. Los delfines nadan debajo del barco, dos hacia la derecha, tres hacia la izquierda. Aunque esta no es una perspectiva realista, podría indicar que los delfines están nadando alrededor del barco. Como la vid, los delfines son símbolos de Dioniso. Además de este amplio esquema de la imagen, hay muchas características detalladas. Dos pequeños delfines están incisos en el costado del barco. El dios de pelo largo y barba lleva una corona de hiedra y tiene una cornucopia en su mano. Su túnica lleva un fino adorno. En el exterior, alrededor de cada una de las asas, seis guerreros se paran sobre un cadáver. El espacio entre las asas está decorado con una cara estilizada con grandes ojos y una pequeña nariz.

## Contexto

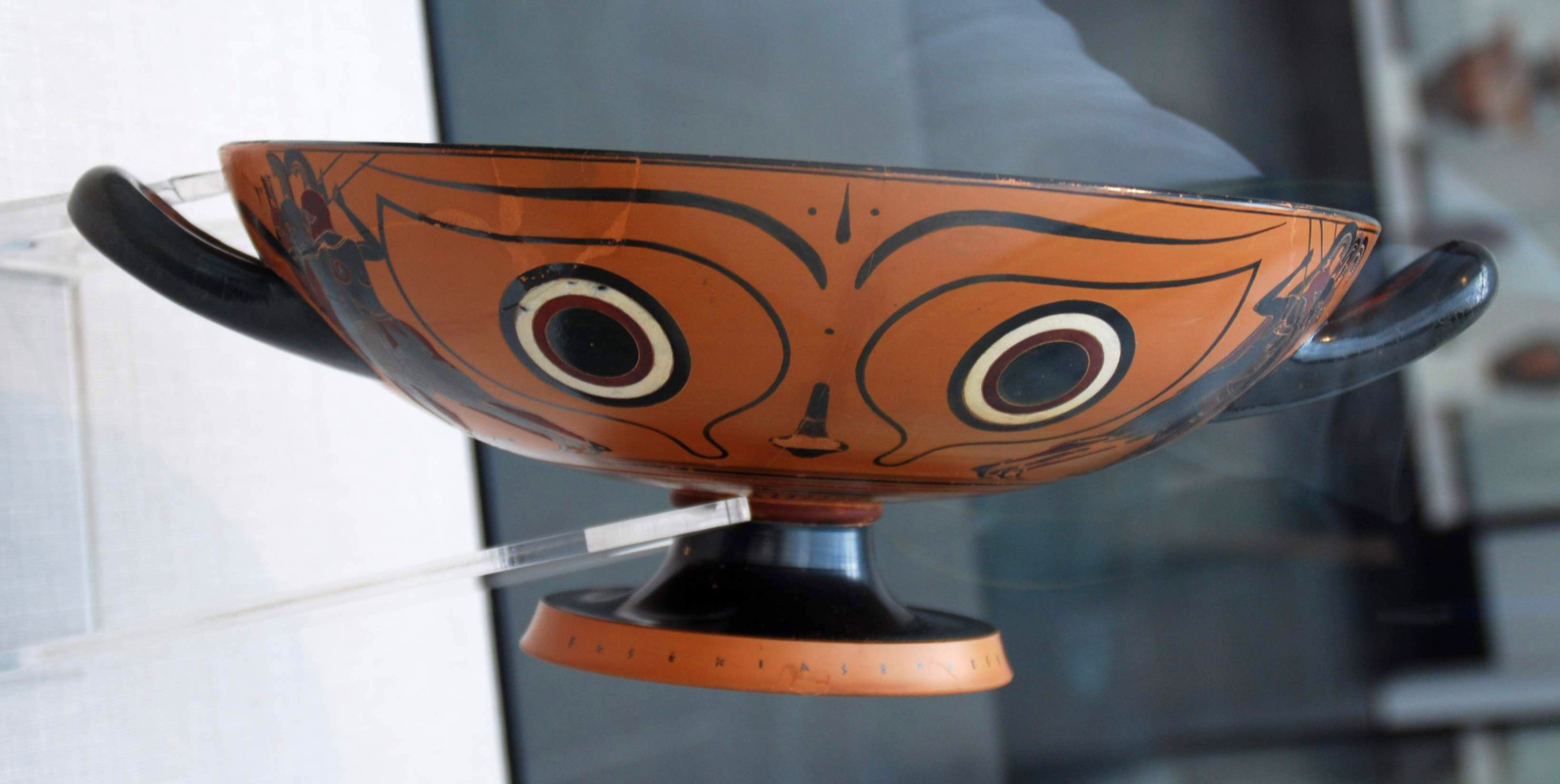
Vista lateral de la copa, centrada en la cara estilizada.

Se han sugerido dos significados para la imagen interior. El más común es la sugerencia de que es una referencia al séptimo Himno Homérico, en el que se explica cómo Dioniso fue secuestrado por piratas etruscos, que desconocían su identidad. El dios confunde sus pensamientos y hace que salten al agua, donde se transforman en delfines. Una segunda posibilidad es que la llegada de Dioniso a las Antesterias atenienses está representada. Las imágenes alrededor de las asas probablemente representan las batallas por los cadáveres de Patroclo y Aquiles, siendo el cadáver desnudo Patroclo.

## Innovación
La copa muestra numerosas innovaciones técnicas. Como alfarero, Exequias tomó formas antiguas y las transformó en una completamente nueva. Esta forma, la llamada  kílix Tipo A con un pie más grueso, un anillo alrededor del tallo y un cuenco profundo y amplio, se convertiría rápidamente en la forma dominante. El motivo de la "copa de ojos" fue introducido originalmente por Exequias, posiblemente con esta pieza. Más tarde la nariz entre los ojos se hizo más rara. La decoración alrededor de las asas era similarmente nueva, pero a diferencia de las otras innovaciones, no se hizo popular. Tampoco el tondo que llena casi completamente el interior de la copa, que fue notablemente imitado más tarde por el Pintor de Pentesilea, pero que por lo demás es bastante poco común. Hasta entonces era común que el interior de una copa estuviera decorado con un pequeño tondo que representaba un gorgoneion. También es nuevo, pero solo se empleó experimentalmente durante unos pocos años y solo en raras ocasiones se empleó la técnica del fondo de rojo coral, en la que el fondo se hacía con una arcilla roja intensa y oscura. realizaba con arcilla de color rojo oscuro intenso. También en este caso, la copa es el ejemplo más antiguo. En el interior de la copa, la decoración no tiene línea del horizonte ni orientación específica, excepto el barco y las uvas.

## Historia

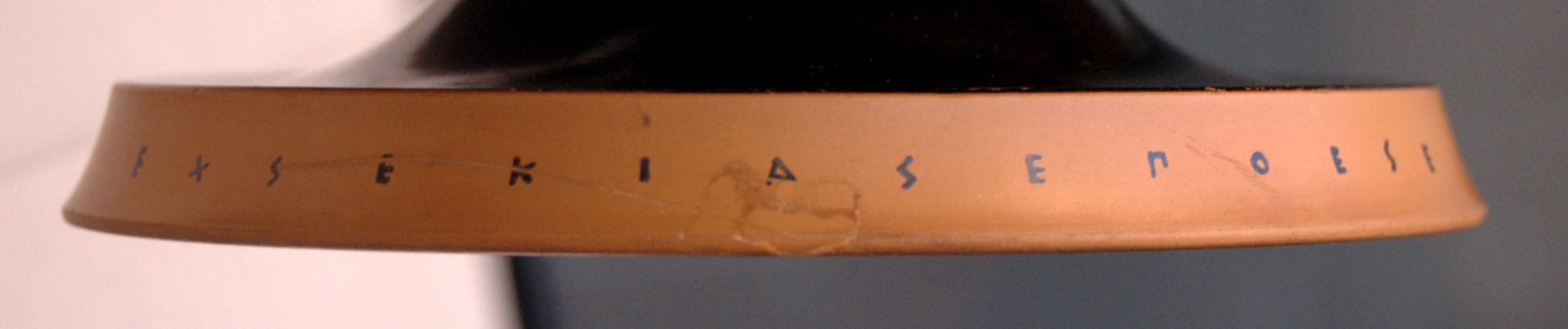
Firma de Exequias.

Está claro que Exequias fue el alfarero, ya que firmó el pie con una inscripción que decíaΕΧΣΕΚΙΑΣ ΕΠΟΕΣΕ- «Exekias me hizo». La atribución a él de la copa deriva de comparaciones estilísticas. Aunque la cronología de las obras de Exequias aún no se comprende del todo, la copa se coloca generalmente entre sus últimas obras. La fecha exacta oscila entre el 540 y el 530 a. C.
La copa fue encontrada durante las excavaciones de Luciano Bonaparte en Vulci y adquirida por Luis I de Baviera en 1841.